# قنا هندي
القنا الهنديّ هو نوع نباتي يتبع الفصيلة القنوية. واطن في جزء كبير من أمريكا الجنوبية وأمريكا الوسطى وجزر الهند الغربية والمكسيك. كما يتم تجنيسه أيضاً في جنوب شرق الولايات المتحدة (فلوريدا، وتكساس، ولويزيانا، وكارولينا الجنوبية)، وجزء كبير من أوروبا، وإفريقيا جنوب الصحراء الكبرى، وجنوب شرق آسيا، وأوقيانوسيا.